# جانسو دره
جانسو دِره (به ترکی استانبولی: Cansu Dere؛ زادهٔ ۱۴ اکتبر ۱۹۸۰ در آنکارا) یک بازیگر، مدل و نایب‌قهرمان مسابقات جشنواره زیبایی ترک است.

## زندگی
خانواده او ترک‌تبار هستند که از یونان و بلغارستان مهاجرت کرده‌اند. بعد از فارغ‌التحصیلی از دپارتمان باستان‌شناسی در دانشگاه استانبول، دره در آغاز سال ۲۰۰۴ در سینما و تلویزیون اولین حضور خود را داشت. بین سال های ۲۰۰۶ تا ۲۰۰۸، دره نقش اصلی "سیلا" را در مجموعه تلویزیونی سیلا به همراه محمد عاکف الاکورت حضور داشت. او سپس در فیلم آخرین عثمانی در نقش «دفنه» با کنعان ایمیرزالی‌اوغلو بازی کرد. در سال ۲۰۰۹، او در اثر کمدی، عشق تلخ ایفای نقش کرد. در سال ۲۰۱۱، او شخصیت اصلی «آیسان» را در مجموعه تلویزیونی ایزل بازی کرد. از سال ۲۰۱۲ تا ۲۰۱۳، او در حریم سلطان نقش جاسوس ایرانی صفوی فیروزه/حمیرا را بازی کرد. در ۲۰۱۷–۲۰۱۶، دره در مجموعه تلویزیونی مادر در نقش زینب گونش درکنار برن گوکییلدیز که نقش دخترش تورنا/ملک را بازی می‌کرد، بازی کرد. او درحال حاضر با بازی دکتر آسیه ارسلان در مجموعه تلویزیونی بی‌صداقت که از اکتبر ۲۰۲۰ روی آنتن است دیده می‌شود.

## فیلم‌شناسی
| سینما            | سینما                     | سینما           | سینما      |
| سال              | عنوان                     | نقش             | یادداشت‌ها  |
| ---------------- | ------------------------- | --------------- | ---------- |
| ۲۰۰۶             | خانه کابوس: تعقیب و گریز  | کویلو اسما      | نقش مکمل   |
| ۲۰۰۷             | آخرین عثمانی              | دفنه            | نقش اصلی   |
| ۲۰۰۹             | عشق تلخ                   | اویا            | نقش اصلی   |
| ۲۰۰۹             | جاسوسان بی‌نقص             | الکس            | دوبله ترکی |
| ۲۰۱۰             | غرب وحشی                  | ماری لو         | نقش مکمل   |
| ۲۰۱۱             | دست‌نوشته                  | زینب            | نقش اصلی   |
| ۲۰۱۱             | من تو را در قلبم دفن کردم | سونگول          | نقش اصلی   |
| مجموعه تلویزیونی |                           |                 |            |
| سال              | عنوان                     | نقش             | یادداشت‌ها  |
| ۲۰۰۴             | مترو پالاس                | نازان           | نقش اصلی   |
| ۲۰۰۵             | گرگ و میش                 | ایرماک بوزاوغلو | نقش مکمل   |
| ۲۰۰۵             | یقه اروپایی               | -               | مهمان      |
| ۲۰۰۵             | سقوط آتش                  | جیلان           | نقش اصلی   |
| ۲۰۰۸–۲۰۰۶        | سیلا                      | سیلا            | نقش اصلی   |
| ۲۰۱۱–۲۰۰۹        | ایزل                      | آیسان آتای      | نقش اصلی   |
| ۲۰۱۰             | دختران طلایی              | جیلان           | مهمان      |
| ۲۰۱۳–۲۰۱۲        | حریم سلطان                | فیروزه - حمیرا  | نقش مکمل   |
| ۲۰۱۷–۲۰۱۶        | هسل                       | زینب گونش       | نقش اصلی   |
| ۲۰۱۸             | شخصیت                     | نورا الماس      | نقش اصلی   |
| ۲۰۱۹             | فرهاد و شیرین             | بانو کارالی     | نقش اصلی   |
| ۲۰۲۲–۲۰۲۰        | بی‌صداقت                   | آسیه ارسلان     | نقش اصلی   |